# Ladislao il Postumo
Ladislao il Postumo (Komárno, 22 febbraio 1440 – Praga, 23 novembre 1457) così chiamato perché nato dopo la morte del padre, l'imperatore Alberto II, ereditò invece dalla madre, Elisabetta di Lussemburgo, figlia dell'imperatore Sigismondo e di Barbara di Cilli, la corona di Boemia e quella d'Ungheria, che gli furono riconosciute rispettivamente nel 1445 e nel 1448.

## Biografia
Data la sua giovane età fu posto sotto la tutela del duca più anziano, lo stesso Federico III, duca di Stiria, Carinzia e re di Germania. Costui assunse la reggenza di Boemia e Ungheria, ma non fu mai riconosciuto e accettato dalla nobiltà locale, che decise a lottare per la propria autonomia.
Gli indipendentisti erano capeggiati in Ungheria dal nobile Giovanni Hunyadi (1387-1456), già comandante dell'esercito per la difesa dei confini transilvanici contro i turchi, durante il regno di Alberto II d'Asburgo, e in Boemia dal nobile hussita Giorgio di Boemia (1420-1471).
Nel 1452 Federico III, assediato da una delegazione di Ungheresi nella sua stessa abitazione, cedette la tutela del re ancora adolescente a uno zio del ragazzo, il potente conte Ulrico di Cilli; Ladislao, facile zimbello, divenne un burattino nelle mani dello zio e della nobiltà magiara.
L'imperatore bizantino Costantino XI Paleologo (1449-1453) chiese aiuto ai sovrani europei contro i Turchi ottomani che stavano per assediare Costantinopoli; Ladislao propose il suo aiuto militare in cambio della città di Selimbria, in quanto voleva un emporio commerciale, ma Costantino non accettò: Costantinopoli sarebbe caduta in mano ai Turchi il 29 maggio 1453.
Con il tempo il pesante governo dello zio Ulrico di Cilli scatenò una violenta reazione di Hunyadi e dei suoi seguaci che si concluse con l'uccisione di Ulrico. Il re Ladislao il Postumo, nonostante il suo giuramento, per vendicare la morte dello zio fece decapitare László Hunyadi, il figlio primogenito di Giovanni Hunyadi; i nobili ungheresi insorsero e costrinsero il re a fuggire.
Ladislao stava raggiungendo Praga per celebrare le nozze con la figlia di Carlo VII di Francia, Maddalena, quando pochi giorni prima delle nozze morì in circostanze misteriose. Una leggenda narra di un avvelenamento da parte di un ministro o di una dama amante, ma il re Ladislao potrebbe essere morto semplicemente di malattia. Non avendo avuto discendenti si estinse con lui la "linea albertina" degli Asburgo.

## Ascendenza
|                               |                         |                         | Genitori                  |  |  | Nonni |  |  | Bisnonni              |  |  | Trisnonni               |  |
|                               |                         |                         |                           |  |  |       |  |  | Alberto III d'Asburgo |  |  | Alberto II lo Sciancato |  |
|                               |                         |                         |                           |  |  |       |  |  | Alberto III d'Asburgo |  |  | Alberto II lo Sciancato |  |
|                               |                         | Giovanna di Pfirt       |                           |  |  |       |  |  | Alberto III d'Asburgo |  |  |                         |  |
| Alberto IV d'Asburgo          |                         |                         |                           |  |  |       |  |  | Alberto III d'Asburgo |  |  |                         |  |
|                               |                         | Beatrice di Norimberga  | Federico V di Norimberga  |  |  |       |  |  |                       |  |  |                         |  |
|                               |                         | Beatrice di Norimberga  | Federico V di Norimberga  |  |  |       |  |  |                       |  |  |                         |  |
|                               |                         | Beatrice di Norimberga  | Elisabetta di Meißen      |  |  |       |  |  |                       |  |  |                         |  |
| Alberto II d'Asburgo          |                         | Beatrice di Norimberga  |                           |  |  |       |  |  |                       |  |  |                         |  |
|                               |                         | Alberto I di Baviera    | Ludovico il Bavaro        |  |  |       |  |  |                       |  |  |                         |  |
|                               |                         | Alberto I di Baviera    | Ludovico il Bavaro        |  |  |       |  |  |                       |  |  |                         |  |
|                               |                         | Alberto I di Baviera    | Margherita II di Hainaut  |  |  |       |  |  |                       |  |  |                         |  |
| Giovanna di Baviera-Straubing |                         | Alberto I di Baviera    |                           |  |  |       |  |  |                       |  |  |                         |  |
|                               |                         | Margherita di Brieg     | Ludovico I il Giusto      |  |  |       |  |  |                       |  |  |                         |  |
|                               |                         | Margherita di Brieg     | Ludovico I il Giusto      |  |  |       |  |  |                       |  |  |                         |  |
|                               |                         | Margherita di Brieg     | Agnese di Głogów-Żagań    |  |  |       |  |  |                       |  |  |                         |  |
| Ladislao il Postumo           |                         | Margherita di Brieg     |                           |  |  |       |  |  |                       |  |  |                         |  |
|                               | Carlo IV di Lussemburgo | Giovanni di Lussemburgo |                           |  |  |       |  |  |                       |  |  |                         |  |
|                               | Carlo IV di Lussemburgo | Giovanni di Lussemburgo |                           |  |  |       |  |  |                       |  |  |                         |  |
|                               | Carlo IV di Lussemburgo | Elisabetta di Boemia    |                           |  |  |       |  |  |                       |  |  |                         |  |
| Sigismondo di Lussemburgo     | Carlo IV di Lussemburgo |                         |                           |  |  |       |  |  |                       |  |  |                         |  |
|                               |                         | Elisabetta di Pomerania | Boghislao V di Pomerania  |  |  |       |  |  |                       |  |  |                         |  |
|                               |                         | Elisabetta di Pomerania | Boghislao V di Pomerania  |  |  |       |  |  |                       |  |  |                         |  |
|                               |                         | Elisabetta di Pomerania | Elisabetta di Polonia     |  |  |       |  |  |                       |  |  |                         |  |
| Elisabetta di Lussemburgo     |                         | Elisabetta di Pomerania |                           |  |  |       |  |  |                       |  |  |                         |  |
|                               |                         | Ermanno II di Cilli     | Ermanno I di Cilli        |  |  |       |  |  |                       |  |  |                         |  |
|                               |                         | Ermanno II di Cilli     | Ermanno I di Cilli        |  |  |       |  |  |                       |  |  |                         |  |
|                               |                         | Ermanno II di Cilli     | Caterina di Bosnia        |  |  |       |  |  |                       |  |  |                         |  |
| Barbara di Cilli              |                         | Ermanno II di Cilli     |                           |  |  |       |  |  |                       |  |  |                         |  |
|                               |                         | Anna di Schaunberg      | Enrico VIII di Schaunberg |  |  |       |  |  |                       |  |  |                         |  |
|                               |                         | Anna di Schaunberg      | Enrico VIII di Schaunberg |  |  |       |  |  |                       |  |  |                         |  |
|                               |                         | Anna di Schaunberg      | Ursula di Gorizia         |  |  |       |  |  |                       |  |  |                         |  |
|                               |                         | Anna di Schaunberg      |                           |  |  |       |  |  |                       |  |  |                         |  |